# أوتيس هاريس
أوتيس هاريس (بالإنجليزية: Otis Harris)‏ هو عداء سريع أمريكي، ولد في 30 يونيو 1982 في إدواردز في الولايات المتحدة.

## وصلات خارجية
- أوتيس هاريس على موقع الاتحاد الدولي لألعاب القوى (الإنجليزية)
- أوتيس هاريس على موقع اللجنة الأولمبية الدولية (الإنجليزية)
- أوتيس هاريس على موقع أوليمبيديا (الإنجليزية)